# 都市の美観風致を維持するための樹木の保存に関する法律
都市の美観風致を維持するための樹木の保存に関する法律（としのびかんふうちをいじするためのじゅもくのほぞんにかんするほうりつ、昭和37年5月18日法律第142号）は、都市の健全な環境の維持および向上に寄与することを目的とした、保存樹または保存樹林の指定に関する法律である。
国土交通省所管。本法の規定により、市町村長は都市計画区域内の樹木について保存樹または保存樹林の指定を行うことができる。単独の樹木については保存樹、樹木の集団または生垣については保存樹林として指定することができ、その場合は標識を設置することとされている。ただし、文化財（あるいは文化財と一体のもの）として指定・仮指定されたもの、保安林、景観重要樹木および国または地方公共団体の所有もしくは管理に係るものに対しては指定できない。
本法は保存樹の指定、指定解除、標識の設置、所有者の保存義務、届出等について規定されているが、罰則は存在しない。保存樹の毀損や滅失に関する罰則その他細則については各自治体が条例等で定めることができる。
平成28年度末現在、全国25都市において保存樹は3,701本、保存樹林は214件でその面積は69ha、生垣等は28件で1,369m指定されている。
なお、一部の自治体の条例では保存樹、保存樹林について本法の指定範囲を越える対象を指定できることとし、実際に条例独自の保存樹、保存樹林を指定している。これは、本法の規定が排他的なものではないため条例において独自に保存樹、保存樹林を定めることが可能であることによる。
こうした条例に基づく保存樹、保存樹林は平成28年度末現在、全国362都市（及び3道県）において保存樹が61,855本、保存樹林が8,002件で面積は3,814 ha（面積把握をしていないものを除く）、生垣等は4,671件で延長173,358 m（延長不明なものを除く）指定されている。
一般に「樹木保存法による保存樹、保存樹林」と「条例等による保存樹、保存樹林」の両者に実質的な扱いの差異は存在しないが、本法で規定する保存樹、保存樹林については市町村長に対し省令に基づいた台帳を作成・保管することが義務付けられている。